# Keep It Like a Secret
Keep It Like a Secret è il quarto album in studio del gruppo indie rock statunitense Built to Spill, pubblicato nel 1999.

## Tracce
1. The Plan – 3:29
2. Center of the Universe – 2:43
3. Carry the Zero – 5:44
4. Sidewalk – 3:51
5. Bad Light – 3:22
6. Time Trap – 5:22
7. Else – 4:09
8. You Were Right – 4:45
9. Temporarily Blind – 4:48
10. Broken Chairs – 8:40

## Formazione
- Doug Martsch - chitarra, voce
- Brett Nelson - chitarra, basso
- Scott Plouf - batteria